# U-504
U-504 — большая океанская немецкая подводная лодка типа IX-C, времён Второй мировой войны.
Заказ на постройку лодки был отдан судостроительной компании «Дойче Верке» в Гамбурге 25 сентября 1939 года. Лодка была заложена 29 апреля 1940 года под строительным номером 294, спущена на воду 24 апреля 1941 года, 30 июля 1941 года под командованием корветтен-капитана «Фрица» Поске вошла в состав учебной 4-й флотилии. 1 января 1942 года вошла в состав 2-й флотилии.
Лодка совершила 7 боевых походов, в которых потопила 15 судов (78 123 брт) и невосстановимо повредила одно судно (7 176 брт). 30 июля 1943 года потоплена в северной Атлантике к северо-западу от мыса Ортегаль (Испания) в районе с координатами 45.33N, 10.56W глубинными бомбами британских шлюпов HMS Kite, HMS Woodpecker, HMS Wren и HMS Wild Goose. Все 53 члена экипажа погибли.